# محمدصالحی
محمدصالحی،(نگین حیات داود)از توابع بخش مرکزی شهرستان گناوه استان بوشهر ایران.

## جمعیت
این روستا در دهستان حیات داوود قرار دارد و بر اساس سرشماری سال ۱۳۸۵ آمار رسمی جمعیت آن (۲۸۹خانوار) ۱۳۷۴نفر می‌باشد.